# Chuyến bay 109 của Sudan Airways
Chuyến bay 109 của hãng Sudan Airways là một chuyến bay theo lịch trình từ Amman, Jordan, đi Sân bay quốc tế Khartoum, Sudan, qua Damascus, Syria. Khoảng vào lúc 17:00 UTC ngày 10 tháng 6 năm 2008, chiếc máy bay này rơi khi hạ cánh ở Khartoum, thủ đô Sudan.
Chiếc Airbus A310 vỡ ra và bắt lửa. Chuyến bay này trước đó đã được chuyển hướng đến Port Sudan do thời tiết tại Khartoum xấu. Đây là vụ rơi máy bay thứ 2 ở Sudan trong vòng 2 tháng gần đây; tháng 5 năm 2008, một chiếc máy bay đã rơi ở phía Nam quốc gia này làm 24 người thiệt mạng.

## Nguyên nhân
Cảnh sát trưởng khu vực cho rằng máy bay rơi do thời tiết xấu. BBC News cho biết đã có một cơn bão cát tại khu vực rơi vào thời điểm máy bay rơi nhưng các nguồn tin khác cho rằng máy bay đã hạ cánh an toàn nhưng đông cơ bên phải đã nổ 10 phút sau khi hạ cánh, trước khi máy bay dừng lại hẳn.